# Municipio de Florencio Sánchez
El municipio de Florencio Sánchez es uno de los municipios del departamento de Colonia, Uruguay. Su sede es la ciudad homónima.

## Ubicación
El municipio se encuentra situado en la zona norte del departamento de Colonia.

## Características
El municipio de Florencio Sánchez fue creado por Decreto departamental N.º 014/2013 del 22 de marzo de 2013, aprobado por la Junta Departamental de Colonia. El municipio fue creado a iniciativa del intendente, de acuerdo a la Ley N.º 18567 y sus posteriores modificativas.

### Territorio
Según el decreto N.º 014/2013 los límites del territorio del municipio se corresponden a los de la circunscripción electoral identificada con la serie NFC del departamento de Colonia.

### Localidades
La única localidad de este municipio corresponde a la ciudad sede Florencio Sánchez.

## Autoridades
La autoridad del municipio es el Concejo Municipal, compuesto por el Alcalde y cuatro Concejales.
| N.º | Alcalde              | Partido             | Inicio del mandato       | Fin del mandato          | Observaciones | Concejales                                                                           |
| --- | -------------------- | ------------------- | ------------------------ | ------------------------ | --- | ------------------------------------------------------------------------------------ |
| 1   | Alfredo Iván Sánchez | Partido Nacional PN | 9 de julio de 2015       | 26 de noviembre de 2020  | Alcalde electo. | Luján Sánchez (PN) Arvim Gugelmeier (PN) Exequiel Carballo (PN) Ricardo García (FA). |
| 2   | Alfredo Iván Sánchez | Partido Nacional PN | 27 de noviembre de 2020  | 28 de septiembre de 2021 | Alcalde reelecto. | Luján Sánchez (PN) Moira Andrada (PN) Oscar García (PN) María Duarte (FA)            |
| 2   | Angie Figueredo      | Partido Nacional PN | 29 de septiembre de 2021 | julio de 2025            | Tercera suplente. Asume tras la detención del Alcalde y de la primera suplente, y el segundo suplente no aceptar el cargo. | Pedro Burgos (PN) Héctor Villegas (PN) Oscar García (PN) María Duarte (FA)           |
| 3   | Luján Sánchez        | Partido Nacional PN | julio de 2025            | 2030                     | Alcaldesa electa. | Pedro Burgos (PN) Exequiel Carballo (PN) Shirley Janavel (PN) Paola Villegas (FA)    |

## Casos de corrupción
El 28 de septiembre de 2021 condenaron con pena de penitenciaría al alcalde electo por el período 2020-2025 Alfredo Sánchez, popularmente conocido como el "alcalde de las mil gauchadas", más una pena accesoria de inhabilitación temporal para ejercer cargos públicos por delitos de fraude, asociación para delinquir y concusión, luego de haber sido detenido el lunes 26 de septiembre tras salir a la luz en la investigación Corruptio iniciada en el 2018 por una denuncia por irregularidades en el uso de los recursos públicos del municipio. Su hija Luján Sánchez, primera suplente del cargo de alcalde por el mismo período, también fue procesada con pena de prisión e inhabilitación temporal para ejercer cargos públicos por la misma causa judicial. Por el procesamiento de ambos, asumiría como alcalde el segundo suplente, el novel político Telmo Techera, sin embargo este se negó, por lo cual aceptó asumir la tercera suplente, Angie Figueredo.

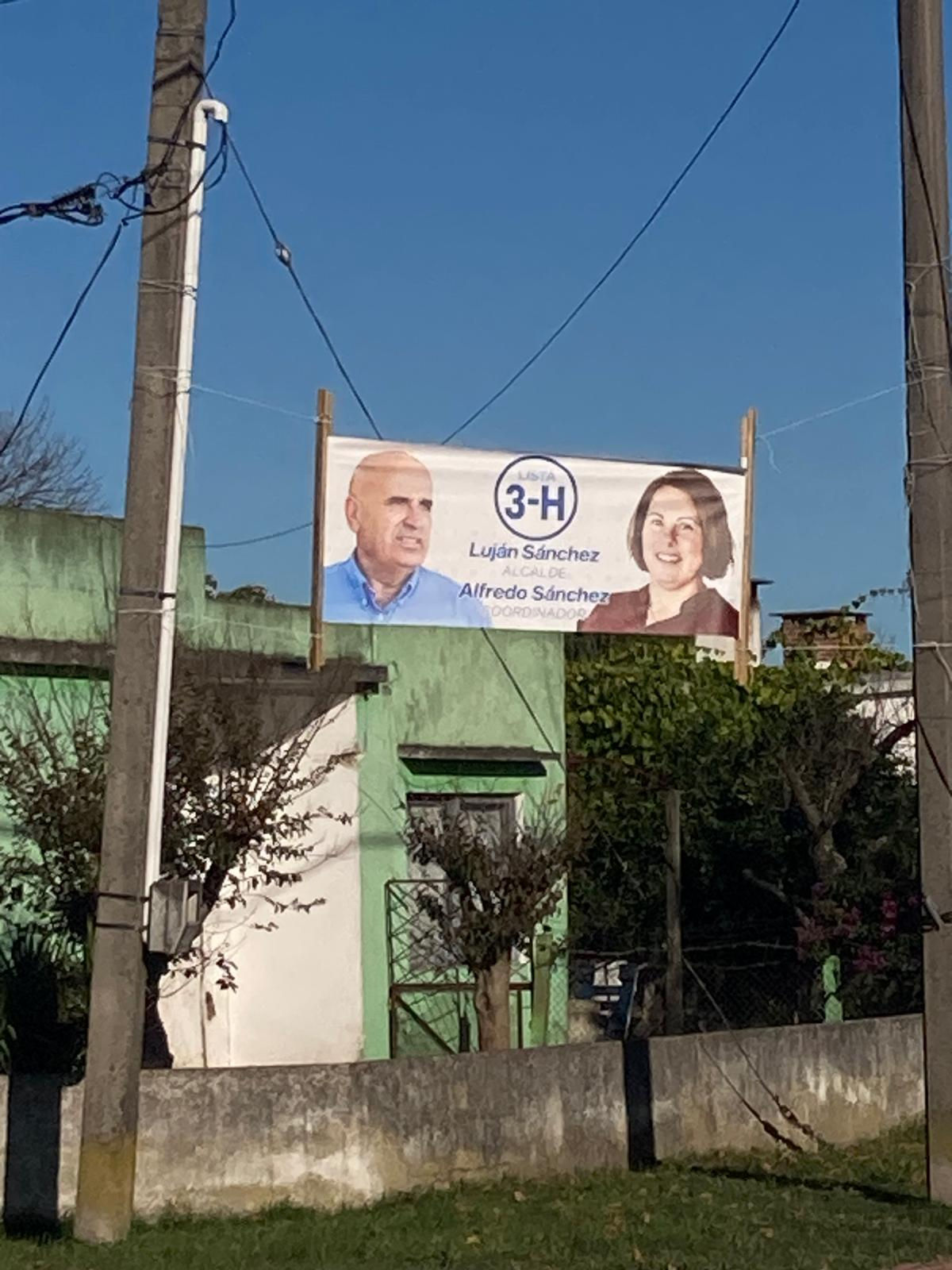
Cartelería pública de la lista 3-H. Luján Sánchez candidata a alcalde, Alfredo Sánchez "coordinador".

En 2025, tras cumplir con su condena, Luján Sánchez (hija de Alfredo Sánchez), fue electa como alcaldesa para el período 2025-2030 tras obtener 535 votos frente a los 472 de su principal rival político, Angie Figueredo. Luján Sánchez utilizó la imagen de su padre durante la campaña de diversas maneras, generando incertidumbre sobre el rol que el exalcalde ocuparía en el futuro gobierno municipal. En la lista 3-H, que postulaba a Luján Sánchez al concejo municipal, aparecía únicamente el rostro de su padre Alfredo. 

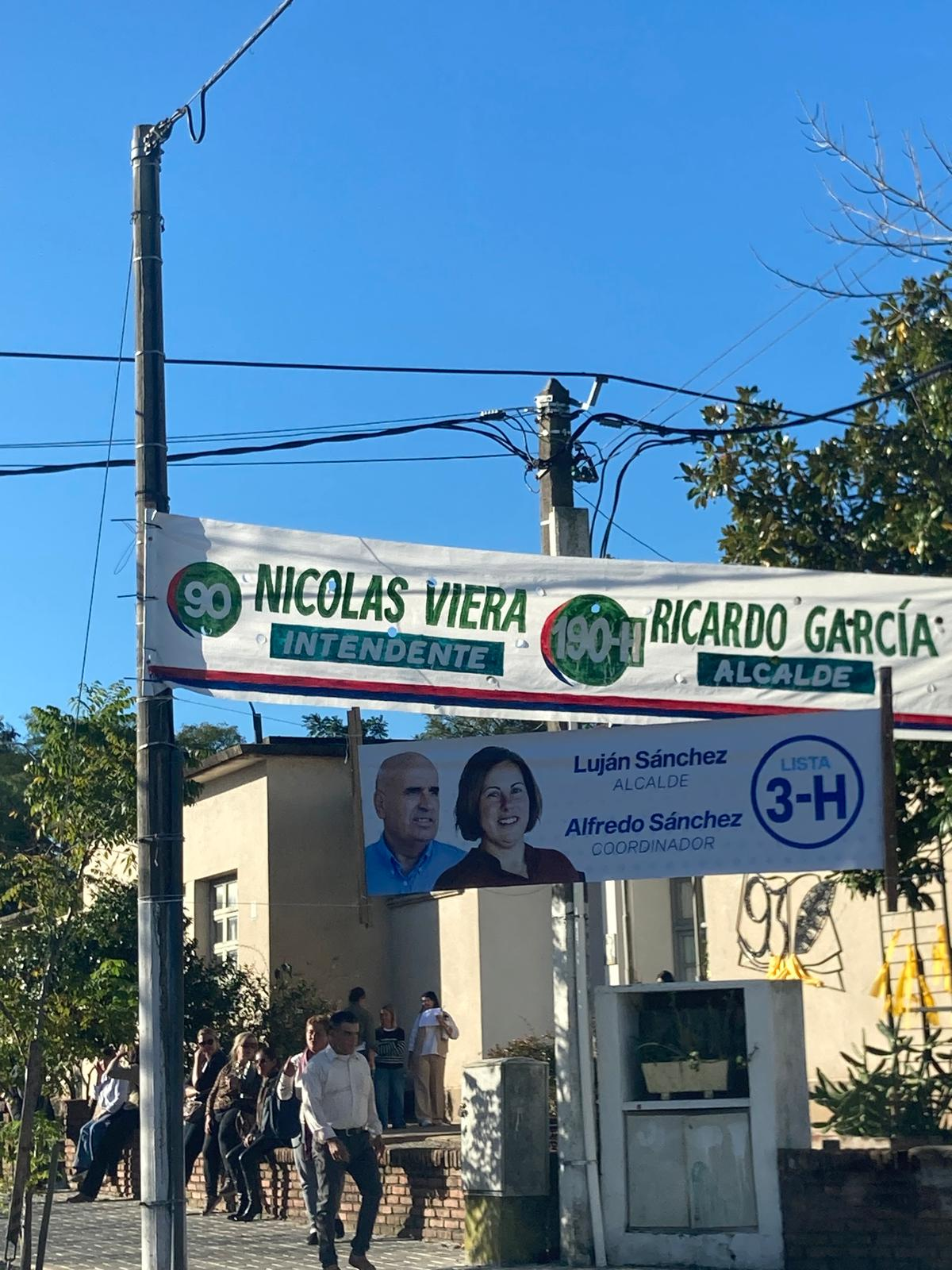
Cartelería en la vía pública. Luján Sánchez alcalde.